# 田﨑昌弘
田﨑 昌弘（たざき まさひろ、1974年9月30日 - ）は、大分県西国東郡真玉町（現：豊後高田市）出身の元プロ野球選手（投手）。右投右打。

## 経歴

### プロ入り前
小学3年生から野球を始めるが、進学した中学校に野球部が無かった為、中学ではテニス部に所属した。
大分県立高田高校時代は中堅手兼二番手投手で、打撃では4番を打った。
九州工業大学でも投手として登板する一方で打線の中軸も任され、投打の柱として活躍した。大学時の通算成績は3勝47敗で、福岡六大学リーグの最多敗戦数である。
大学卒業後の1997年春にはJR九州に入社。長身と強靭な上体を活かしたフォームから150km/hに迫る速球を投げこんで、入社早々から速球派エースとして台頭した。ドラフト候補としても注目を集めるようになったが、力んで痛打を浴びる脆さもあり、ドラフト指名を見送られていた。
しかし、スライダーやカーブなどの緩急を交えた投球を活かせるようになり、制球力も向上した2000年には、チームを22年ぶりの都市対抗野球大会出場に導いた（第71回都市対抗野球大会）。
2001年も、JR九州は九州予選で敗退したが、田﨑は日産自動車九州の補強選手として再び都市対抗出場を果たした。本選ではリリーフとして3試合に登板し、初戦で前年度覇者・三菱ふそう川崎を撃破するなど活躍した。同年のドラフト会議にて横浜ベイスターズから5巡目指名を受けて入団。

### プロ入り後
プロ1年目の2002年こそ2試合の登板に止まったが、2年目の2003年には中継ぎとして39試合に登板した。
2004年シーズン途中に、土肥義弘投手との交換トレードで東和政投手と共に西武ライオンズへ移籍。
2005年には二軍で防御率2.81、13セーブの活躍で最優秀救援投手に輝く。しかし制球力の改善が乏しく一軍登板が減少、2006年シーズン終了後に戦力外通告を受けた。

## 人物
九州工業大学での卒業論文は「LED(発光ダイオード)の劣化」だった。

## 詳細情報

### 年度別投手成績
| 年 度     | 球 団     | 登 板 | 先 発 | 完 投 | 完 封 | 無 四 球 | 勝 利 | 敗 戦 | セ 丨 ブ | ホ 丨 ル ド | 勝 率 | 打 者 | 投 球 回 | 被 安 打 | 被 本 塁 打 | 与 四 球 | 敬 遠 | 与 死 球 | 奪 三 振 | 暴 投 | ボ 丨 ク | 失 点 | 自 責 点 | 防 御 率 | W H I P |
| --------- | --------- | ----- | ----- | ----- | ----- | -------- | ----- | ----- | -------- | ----------- | ----- | ----- | -------- | -------- | ----------- | -------- | ----- | -------- | -------- | ----- | -------- | ----- | -------- | -------- | ------- |
| 2002      | 横浜      | 2     | 0     | 0     | 0     | 0        | 0     | 0     | 0        | --          | ----  | 14    | 3.0      | 4        | 0           | 2        | 0     | 0        | 2        | 0     | 0        | 2     | 2        | 6.00     | 2.00    |
| 2003      | 横浜      | 39    | 1     | 0     | 0     | 0        | 4     | 3     | 0        | --          | .571  | 254   | 62.0     | 54       | 11          | 20       | 0     | 0        | 52       | 1     | 0        | 28    | 28       | 4.06     | 1.19    |
| 2004      | 横浜      | 1     | 0     | 0     | 0     | 0        | 0     | 0     | 0        | --          | ----  | 4     | 1.0      | 0        | 0           | 1        | 0     | 0        | 1        | 0     | 0        | 0     | 0        | 0.00     | 1.00    |
| 2004      | 西武      | 10    | 0     | 0     | 0     | 0        | 1     | 2     | 0        | --          | .333  | 57    | 12.1     | 13       | 3           | 7        | 0     | 0        | 13       | 1     | 0        | 6     | 6        | 4.38     | 1.62    |
| '04計     | 西武      | 11    | 0     | 0     | 0     | 0        | 1     | 2     | 0        | --          | .333  | 61    | 13.1     | 13       | 3           | 8        | 0     | 0        | 14       | 1     | 0        | 6     | 6        | 4.05     | 1.58    |
| 2005      | 西武      | 4     | 0     | 0     | 0     | 0        | 0     | 0     | 0        | 0           | ----  | 31    | 5.1      | 11       | 3           | 3        | 0     | 1        | 4        | 0     | 0        | 10    | 10       | 16.88    | 2.63    |
| 2006      | 西武      | 6     | 0     | 0     | 0     | 0        | 0     | 0     | 0        | 2           | ----  | 27    | 4.1      | 11       | 0           | 3        | 0     | 0        | 4        | 0     | 0        | 7     | 6        | 12.46    | 3.23    |
| 通算：5年 | 通算：5年 | 62    | 1     | 0     | 0     | 0        | 5     | 5     | 0        | 2           | .500  | 387   | 88.0     | 93       | 17          | 36       | 0     | 1        | 76       | 2     | 0        | 53    | 52       | 5.32     | 1.47    |

### 記録
投手記録
- 初登板：2002年6月6日、対ヤクルトスワローズ8回戦（横浜スタジアム）、5回表に3番手で救援登板、2回無失点
- 初奪三振：同上、6回表に浜名千広から
- 初勝利：2003年6月21日、対ヤクルトスワローズ13回戦（明治神宮野球場）、5回裏に2番手で救援登板、2回無失点
- 初先発登板：2003年9月28日、対ヤクルトスワローズ28回戦（横浜スタジアム）、3回0/3を4失点で敗戦投手
- 初ホールド：2006年3月31日、対千葉ロッテマリーンズ1回戦（千葉マリンスタジアム）、6回裏に3番手で救援登板、1回1/3を無失点

打撃記録
- 初安打：2003年9月28日、対ヤクルトスワローズ28回戦（横浜スタジアム）、3回裏に石堂克利から右前安打

### 背番号
- 30 （2002年 - 2004年途中）
- 35 （2004年途中 - 2006年）